# Elaphocera heydeni
Elaphocera heydeni är en skalbaggsart som beskrevs av Ernst Gustav Kraatz 1882. Elaphocera heydeni ingår i släktet Elaphocera och familjen Melolonthidae. Inga underarter finns listade i Catalogue of Life.